# 水月庵 (北京市朝阳区)
水月庵，又名万禄寺，位于北京市朝阳区吉市口二条，是一座汉传佛教寺院。现已无存。

## 简介
《北京寺庙历史资料》1936年北平寺庙登记中记载：“水月庵，东郊一分署二条胡同33号，建于明天启六年，私庙。面积4亩，房42间，佛像32尊、铁炉一个，钟鼓鱼罄各一个。”北平市《1947年第二次寺庙总登记》中也有水月庵的记载，时任住持为朗堃。
中华人民共和国成立后，水月庵先后为吉市口二条小学、朝阳区第二教师进修学校使用。1986年公布“北京市朝阳区登记文物保护单位”。1992年被拆除，兴建了吉祥里小区。
水月庵是智化寺京音乐流布的寺庙之一。大约在清朝道光、咸丰年间，智化寺京音乐外传到天仙庵，后来分别传到成寿寺、水月庵、地藏庵、夕照寺、关帝庙、火神庙等十多座寺院。京音乐流布的北京寺庙主要有：
- 智化寺：朝阳门内禄米仓胡同东口
- 广济庵：朝阳门外东大桥
- 天仙庵：朝阳门外吉市口五条
- 地藏庵：朝阳门内大街路南
- 弥勒院：朝阳门外大街
- 水月庵：朝阳门外吉市口二条
- 昭宁寺：东单礼士胡同
- 成寿寺：东单柏树胡同
- 九顶娘娘庙：北新桥二条东口
- 普贤寺：东直门外东中街
- 下弥勒庵：崇文门外东晓市
- 关帝庙：崇文门外花市中四条
- 火神庙：祟文门外板厂
- 夕照寺：崇文门外夕照街
- 天龙寺：崇文门外中国强胡同东口